# Nepal i olympiska sommarspelen 1992
Nepal deltog i de olympiska sommarspelen 1992 med en trupp, men ingen av landets deltagare erövrade någon medalj.

## Friidrott
Herrarnas maraton
- Hari Rokaya → 70:e plats (2:32,26)